# Marcus Martin
Marcus Martin (Los Angeles, 29 novembre 1993) è un giocatore di football americano statunitense che milita nel ruolo di centro per i New England Patriots della National Football League (NFL). Fu scelto nel corso del terzo giro (70º assoluto) del Draft NFL 2014 dai San Francisco 49ers. Al college ha giocato a football alla University of Southern California

## Carriera

### San Francisco 49ers
Martin fu scelto nel corso del terzo giro del Draft 2014 dai San Francisco 49ers. Debuttò come professionista partendo come titolare nel nono turno contro i St. Louis Rams e da quel momento scese sempre in campo partente, tranne nella settimana 15 contro i Seattle Seahawks, chiudendo la sua stagione da rookie con otto presenze.

### Cleveland Browns
Nel 2017, Martin firmò con i Cleveland Browns.